# F.C. De Kampioenen seizoen 4
Reeks 4 van F.C. De Kampioenen werd voor de eerste keer uitgezonden tussen 2 oktober 1993 en 25 december 1993. De reeks telt 13 afleveringen. Herman Verbruggen trad halfweg toe tot de hoofdcast. Carry Goossens en Walter Michiels zijn voor het laatst te zien. 

## Overzicht
| Nr. serie | Nr. reeks | Titel van aflevering | Scenarist(en)      | Uitzenddatum     |  |
| --- | --------- | -------------------- | ------------------ | ---------------- |  |
| 40 | 1         | De motorfiets        | Anton Klee         | 2 oktober 1993   |  |
| Carmen haar auto is opnieuw kapot. Wanneer ze in de garage van DDT een motorfiets ziet staan, wil ze hem absoluut kopen. Ondertussen heeft Boma een mascotte voor de Kampioenen geregeld: een beertje genaamd Jefke. Vervolgens raakt Carmen al haar rijbewijs voor de motorfiets kwijt op haar eerste dag. Dus verkoopt Carmen de motorfiets terug aan DDT. Vervolgens wil Pico hem kopen, maar Doortje is daartegen. Wanneer hij wil bewijzen dat de motorfiets ongevaarlijk is, loopt dit fout. Hierdoor staat het terug bij DDT. Daarna koopt Bieke de motorfiets, maar die komt uiteindelijk terug bij DDT terecht. Op het einde koopt Boma de motorfiets, maar die wordt ingepikt door een motorbende. |           |                      |                    |                  |  |
| 41 | 2         | F.C. Championettes   | Frank Van Laecke   | 9 oktober 1993   |  |
| Nadat de mannen weer eens verloren hebben, worden ze uitgelachen door de vrouwen. De mannen dagen hen dan uit voor een wedstrijd. De vrouwen richten dus een eigen voetbalploeg (F.C. De Championettes) op om te tonen dat ze beter kunnen voetballen dan de mannen. DDT sponsort de vrouwenploeg en Pascale wordt de trainster. Bovendien vervangt Boma Oscar tijdelijk als trainer voor de wedstrijd tegen de vrouwen. |           |                      |                    |                  |  |
| 42 | 3         | Verwisselingen       | Frank Van Laecke   | 16 oktober 1993  |  |
| Boma zoekt een secretaresse. Carmen is daar furieus over, omdat ze vindt dat zij dit zou moeten worden als promotie. Doortje is niet langer meer tevreden bij DDT en solliciteert bij Boma. Pascale doet hetzelfde. Carmen wordt nog kwader wanneer ze dit verneemt. Dus gaat Carmen als secretaresse bij DDT werken. |           |                      |                    |                  |  |
| 43 | 4         | Rode vlekjes         | René Swartenbroekx | 23 oktober 1993  |  |
| De Kampioenen hebben last van vlooien. Wanneer de ouders van de nieuwe vriend van Bieke op bezoek komen, ontstaat er opschudding door de vlooien. Nero wordt onterecht verdacht als oorzaak, waardoor iedereen zijn huis ontsmet. De oorzaak van het ongedierte blijkt uiteindelijk de schapenvellen van DDT te zijn. |           |                      |                    |                  |  |
| 44 | 5         | De aanranding        | Anton Klee         | 30 oktober 1993  |  |
| Er is een dief in de buurt van de Kampioenen aan het werk. Dit loopt uit de hand wanneer de gemaskerde dief Pascale aanrandt. Ze ontsnapt echter en bezorgt de aanrander een blauw oog. Tegelijkertijd heeft DDT een ongeluk met een koekoeksklok waardoor hij een blauw oog krijgt. DDT wordt dus meteen verdacht. Later verdenken ze Boma, maar uiteindelijk blijkt de dief een dubbelganger van Boma te zijn. |           |                      |                    |                  |  |
| 45 | 6         | Cinema, cinema       | Frank Van Laecke   | 6 november 1993  |  |
| Een oud-klasgenoot van Oscar, Gentil De Schepper, komt op bezoek met een filmpje van een wedstrijd van de beloften van de Rode Duivels waarin Oscar zo erg blunderde(own goal) dat hij uit de ploeg gezet werd. Hij doet dit uit wraak omdat hij vroeger eens de vragen van een examen gestolen had en Oscar dit heeft doen uitlekken. Hierdoor moest hij zijn jaar overdoen. Hij zal het tonen in de garage van DDT. Oscar vindt echter tussen zijn dossiers een dossier van DDT van het RINO(zijn oude school). Hieruit blijkt dat DDT een slechte leerling was die enkel zijn diploma kreeg omdat zijn moeder de directeur bedreigde. Met deze informatie chanteert Oscar DDT om de voorstelling te saboteren terwijl Gentil hem al betaald heeft hiervoor. Hierdoor wordt DDT de garage uit gejaagd door de Kampioenen, die denken dat Oscar het geweldig deed en DDT jaloers is. In de chaos gooit Oscar het filmpje met DDT zijn dossier in de motorolie, waardoor het vernield is. |           |                      |                    |                  |  |
| 46 | 7         | Bieke solo           | René Swartenbroekx | 13 november 1993 |  |
| Bieke is haar ouders beu en wil uit huis gaan. Eerst vraagt ze bij Pico om daar te komen logeren. Doortje is het daar echter niet mee eens. Wanneer DDT hoort dat Bieke een nieuwe plaats zoekt om te wonen, overweegt hij om een zolder die nog opgeknapt moet worden, te verhuren. Ze gaat echter bij Carmen wonen en uiteindelijk gaat Bieke terug naar haar ouders. |           |                      |                    |                  |  |
| 47 | 8         | Liefdesverdriet      | Anton Klee         | 20 november 1993 |  |
| Marc – de reporter van radio Hallo – hoort dat het uit is tussen Bieke en haar nieuwste vriend. Bieke is de stoere mannen beu en zegt in Marc zijn bijzijn dat ze zelfs met hem nu een relatie zou overwegen. Marc denkt er dus over na om zijn kansen te wagen bij Bieke. Hij vraagt hulp aan haar vader Oscar, maar hij denkt dat het over voetbal gaat en adviseert hem om direct aan te vallen. Dit loopt verkeerd af waarbij Oscar en Bieke te weten komen dat Marc verliefd is op Bieke. Vervolgens draait Marc op de radio een liefdesliedje speciaal voor Bieke. Wanneer Oscar doorheeft dat Marc een kans maakt bij Bieke, vraagt hij Xavier en Pico om dit te saboteren. Later vraagt hij hulp aan Boma, maar die denkt door een misverstand dat Marc verliefd is op Pascale. Hij vraagt later hulp aan DDT en die geeft hem de raad om ze te negeren om de aandacht te trekken. Hij vraagt Doortje ook om hulp waardoor DDT denkt dat hij ook iets met Doortje heeft. Ondertussen geven Xavier en Pico Marc slechte raad zodat het zeker mislukt. Oscar en Pascale besluiten ook om samen een praatje met Marc te slaan om hem het uit het hoofd te praten. Hierbij komt aan het licht dat Marc voor dokter aan het studeren is, waardoor Pascale in hem opeens de perfecte vriend voor Bieke ziet. Na al deze misverstanden komen Marc en Bieke uiteindelijk in deze aflevering toch samen met volledige steun van Pascale. |           |                      |                    |                  |  |
| 48 | 9         | Het jubileum         | Jan Schuermans     | 27 november 1993 |  |
| Oscar en Pascale zijn 25 jaar getrouwd. Ze denken echter beide van elkaar dat de andere het vergeten is. Daardoor kopen ze uit wraak vreemde cadeaus voor elkaar. Intussen bereidt Bieke een verrassingsfeest voor voor haar ouders hun jubileum en krijgt ze tegelijkertijd ruzie met haar ouders omdat ze niet een weekend weg mag met Marc. De garage van DDT wordt gebruikt om het feest voor te bereiden. DDT gaat akkoord daarmee zodat hij kan eten van de hapjes. Uiteindelijk komt alles goed op het feest. |           |                      |                    |                  |  |
| 49 | 10        | De scheidsrechter    | René Swartenbroekx | 4 december 1993  |  |
| DDT volgt een cursus voetbalscheidsrechter bij de strenge scheidsrechter Charlie Degroot. Wanneer hij zijn licentie krijgt, krijgt hij een waarschuwing over zich niet laten om te kopen. Wanneer de Kampioenen vervolgens absoluut moeten winnen om niet te degraderen in een wedstrijd waarin Degroot scheidsrechter is, stelt DDT voor om eens met Degroot te praten want hij kent hem zogezegd heel goed. Dit is uiteraard in ruil voor bepaalde cadeaus. Pascale stelt voor aan Oscar om de voetbalbond te verwittigen met een opgezette val om te bewijzen dat Degroot corrupt is. DDT heeft dit echter verzonnen, Degroot is een eerlijke scheidsrechter. Bieke vraagt vervolgens aan Marc om ook zoiets te doen, maar dit gesprek op te nemen. Ondertussen koopt Boma DDT om maar niet om iemand in de val te lokken. Pico en Xavier stellen vervolgens ook hetzelfde voor aan DDT met dezelfde bedoelingen als Boma. Doortje hoort dit echter en samen met Carmen saboteert ze Pico en Xavier hun opzet. Dan gaan Oscar, Marc en Bieke samenwerken en gaan ze naar DDT met de bedoeling Degroot in de val te lokken. Deze opname mislukt echter dankzij een vergetelheid van Marc. Vervolgens belt DDT Degroot af. Hij belt de voetbalbond en DDT wordt dan de scheidsrechter in die match. Carmen en Doortje vernemen dit echter dankzij een brief bestemd voor Boma van de bond. Ze hebben direct door dat Degroot een eerlijke scheidsrechter is en laten hem naar de match komen. DDT zorgt ervoor dat de Kampioenen onterecht winnen. Degroot neemt vervolgens DDT zijn licentie af. De match wordt de week erna opnieuw gespeeld met Degroot als scheidsrechter. De frigo die als cadeau voor DDT diende, wordt door Boma aan Marc en Bieke gegeven. |           |                      |                    |                  |  |
| 50 | 11        | Radiosterren         | Anton Klee         | 11 december 1993 |  |
| Radio Hallo heeft nu een extra uur zendtijd. Er zijn echter meerdere kandidaten voor die zendtijd. Marc belooft de zendtijd aan Bieke. DDT wil dat extra uur zendtijd om reclame te maken voor zijn garage. Carmen wil zoals altijd een ster worden en wil dus ook die zendtijd. Oscar wil echter ook al de zendtijd om een programma over voetbal te maken. Boma maakt er dan uiteindelijk een wedstrijd tussen deze 4 van. DDT wint deze wedstrijd. Er belt echter een bedrijfsleider vlak na de wedstrijd naar Boma om te zeggen dat hij niet betaalt voor zijn reclame op Radio Hallo als DDT het gratis mag doen. Dus ziet Boma geen andere optie dan DDT te laten betalen. Hij weigert dit echter waardoor hij het vrijgekomen uur niet zal gebruiken. Er komt dus uiteindelijk niks extra op de radio. |           |                      |                    |                  |  |
| 51 | 12        | Here we come         | Eva Lambert        | 18 december 1993 |  |
| Een Engelse voetbalploeg (Nottingham Hotspurs) wil een wedstrijd spelen tegen de Kampioenen. Iedereen(zelfs DDT) wil mee naar Engeland. Er ontstaat een misverstand over de afspraken en regelingen met de tegenstander door de zuinigheid van letters van DDT. Uiteindelijk komen de Engelsen naar België. |           |                      |                    |                  |  |
| 52 | 13        | Love story           | Frank Van Laecke   | 25 december 1993 |  |
| Doortje wordt ontslagen wanneer Ma DDT binnenkomt en zij neemt haar plaats in als secretaresse. Oscar krijgt bezoek van zijn vader die een goochelaar is in zijn vrije tijd. De vrolijke man maakt Oscar belachelijk. Ma DDT en de vader van Oscar blijken het goed te kunnen vinden. Ze krijgen zelfs een relatie. DDT en Oscar willen echter geen stiefbroers worden en saboteren de relatie waardoor ze uiteen gaan. Deze aflevering heeft 2 verschillende eindes. Einde 1 (1x uitgezonden): Oscar wordt weggetoverd in een goocheltruc van Xavier en is spoorloos verdwenen. Enkel Oscar zijn hoedje is nog over. Ma DDT en de vader van Oscar zijn blijkbaar beide naar Tenerife. Einde 2 (herhalingen+dvd's): De verdwijntruc van Xavier mislukt. Ma DDT en de vader van Oscar zijn blijkbaar beide naar Tenerife. Men vreest dat ze weer opnieuw een relatie gaan beginnen. Oscar gaat ze dan achterna om dit te voorkomen. Hij komt nooit meer terug in de serie. Laatste aflevering van Walter Michiels (Pico Coppens): het personage Pico heeft slechts een handvol zinnetjes tekst in deze aflevering; de aflevering betekende ook het laatste acteerwerk van vertolker Walter Michiels, die werd ontslagen na wangedrag op de set, daarna nooit meer acteerde en jaren later veelvuldig in aanraking kwam met het gerecht. |           |                      |                    |                  |  |

## Hoofdcast
- Marijn Devalck (Balthasar Boma)
- Loes Van den Heuvel (Carmen Waterslaeghers)
- Johny Voners (Xavier Waterslaeghers)
- Ann Tuts (Doortje Van Hoeck)
- Walter Michiels (Pico Coppens)
- An Swartenbroekx (Bieke Crucke)
- Danni Heylen (Pascale De Backer)
- Carry Goossens (Oscar Crucke)
- Herman Verbruggen (Marc Vertongen) [a]
- Jacques Vermeire (Dimitri De Tremmerie)

## Vaste gastacteurs
(Personages die door de reeksen heen meerdere keren opduiken)
- Achiel Van Malderen (dierenarts André Van Tichelen)
- Jenny Tanghe (Georgette "Ma DDT" Verreth)

## Scenario
- Anton Klee
- Frank Van Laecke
- René Swartenbroekx
- Jan Schuermans
- Eva Lambert (pseudoniem van Gerrie Van Rompaey)
- Luc Kerkhofs

## Regie
- Eric Taelman

## Noot
1. ↑  Herman Verbruggens rol als Marc Vertongen werd een hoofdrol vanaf de aflevering "Liefdesverdriet", maar de eerste generiek (met Oscar Crucke en Pico Coppens en zonder Marc Vertongen) werd behouden tot het einde van de reeks.